# 阿罗内
阿罗内（義大利語：Arrone），是意大利特尔尼省的一个市镇。总面积40.98平方公里，人口2902人，人口密度70.8人/平方公里（2009年）。ISTAT代码为055005。